# Noah Delgado
Noah Delgado (né le 30 décembre 1979 à Fremont, Californie) est un joueur de football portoricain qui joue comme milieu de terrain pour Puerto Rico Islanders dans la Première division de la USL.

## Buts internationaux
|    | Date            | Lieu                                       | Adversaire | Résultat | Compétition |
| -- | --------------- | ------------------------------------------ | ---------- | -------- | ----------- |
| 1. | 18 janvier 2008 | National Sports Center, Hamilton, Bermudes | Bermudes   | 1-0      | Amical      |